# Diga della Val Malvaglia
La diga della Val Malvaglia è una diga di tipo arco, situata nella Val Malvaglia, una valle laterale della Valle di Blenio, nel Canton Ticino.

## Descrizione
Inaugurata nel 1959 (assieme alla centrale di Biasca), ha un'altezza di 92 metri, e un coronamento di 292 metri. L'impianto è sfruttato dalle officine idroelettriche di Blenio (OFIBLE).
Il suo volume è di 162.000 metri cubi.
Il lago creato dalla diga ha un volume massimo di 4,6 milioni di metri cubi, una lunghezza di 1,1 km e un'altitudine massima di 990 m s.l.m.
Lo sfioratore ha una capacità di 300 metri cubi al secondo.

## Acque
Le acque del lago provengono dai suoi immissari e dall'acqua di scarico della centrale idroelettrica di Olivone (la quale turbine le acque del bacino del Luzzone, dove vengono convogliate in un cunicolo lungo 15 chilometri. Nel 2020 è iniziata la costruzione di una nuova piccola centrale ad acqua fluente (Rasoira) che con una potenza di 4 MW sfrutta la galleria a pelo libero esistente in arrivo dalla centrale di Olivone prima di sfociare nel bacino. Ad opera conclusa quest'opera permetterà la produzione aggiuntiva di 9 GWh.
Le acque del bacino di Malvaglia in seguito vengono immesse in un'altra condotta forzata sotterranea lunga 11 km; arrivando in Val Scura dove si trova il pozzo piezometrico, lì vi giungono anche le acque delle valli di Osogna e Cresciano. A questo punto le acque raggiungono la centrale a Biasca tramite una condotta forzata e un salto di 700 metri.